# Вайткорт
Вайткорт (англ. Whitecourt) — містечко в Канаді, у провінції Альберта, у складі муніципального району Вудлендс.

## Населення
За даними перепису 2016 року, містечко нараховувало 10204 особи, показавши зростання на 6,2%, порівняно з 2011-м роком. Середня густина населення становила 386 осіб/км².
З офіційних мов обидвома одночасно володіли 535 жителів, тільки англійською — 9 615, тільки французькою — 10, а 40 — жодною з них. Усього 940 осіб вважали рідною мовою не одну з офіційних, з них 15 — одну з корінних мов, а 20 — українську.
Працездатне населення становило 6 120 осіб (79% усього населення), рівень безробіття — 13,2% (14,8% серед чоловіків та 11,3% серед жінок). 87,3% осіб були найманими працівниками, а 11,4% — самозайнятими.
Середній дохід на особу становив $61 296 (медіана $46 618), при цьому для чоловіків — $79 100, а для жінок $42 098 (медіани — $70 388 та $29 982 відповідно).
33,3% мешканців мали закінчену шкільну освіту, не мали закінченої шкільної освіти — 24,6%, 42,2% мали післяшкільну освіту, з яких 24,3% мали диплом бакалавра, або вищий.
| Статево-вікова структура населення | Статево-вікова структура населення | Статево-вікова структура населення | Статево-вікова структура населення | Статево-вікова структура населення |
| ---------------------------------- | ---------------------------------- | ---------------------------------- | ---------------------------------- | ---------------------------------- |
|                                    |                                    |                                    |                                    |                                    |
| Всього                             | Всього                             | 51,9%48,1%                         |                                    |                                    |
| 0 — 14 років                       | 0 — 14 років                       |                                    | 22,9%                              | 22,9%                              |
| 15 — 64 років                      | 15 — 64 років                      |                                    | 70,9%                              | 70,9%                              |
| 65 і більше                        | 65 і більше                        |                                    | 6,1%                               | 6,1%                               |
| 85 і більше                        | 85 і більше                        |                                    | 0,5%                               | 0,5%                               |
| Середній вік (років)               | Середній вік (років)               | 33,033,8                           | 33,4                               | 33,4                               |
| Медіана (років)                    | Медіана (років)                    | 32,032,8                           | 32,3                               | 32,3                               |
| — чоловіки — жінки                 |                                    |                                    |                                    |                                    |

| Походження мешканців:     | Походження мешканців:     | Походження мешканців: | Походження мешканців: | Походження мешканців: |
| ------------------------- | ------------------------- | --------------------- | --------------------- | --------------------- |
| Походження                |                           |                       | осіб                  | %                     |
| Корінні американці        | Корінні американці        |                       | 1 425                 | 13.97%                |
| Інше північноамериканське | Інше північноамериканське |                       | 3 340                 | 32.73%                |
| Європейське               | Європейське               |                       | 7 175                 | 70.32%                |
| британське                | британське                |                       | 4 895                 | 47.97%                |
| французьке                | французьке                |                       | 1 565                 | 15.34%                |
| українське                | українське                |                       | 1 025                 | 10.05%                |
| Латинськоамериканське     | Латинськоамериканське     |                       | 40                    | 0.39%                 |
| Карибське                 | Карибське                 |                       | 10                    | 0.1%                  |
| Африканське               | Африканське               |                       | 75                    | 0.74%                 |
| Азійське                  | Азійське                  |                       | 695                   | 6.81%                 |
| Океанійське               | Океанійське               |                       | 20                    | 0.2%                  |

| Зайнятість населення за галузями (за класифікацією NOC): | Зайнятість населення за галузями (за класифікацією NOC): | Зайнятість населення за галузями (за класифікацією NOC): | Зайнятість населення за галузями (за класифікацією NOC): | Зайнятість населення за галузями (за класифікацією NOC): |
| -------------------------------------------------------- | -------------------------------------------------------- | -------------------------------------------------------- | -------------------------------------------------------- | -------------------------------------------------------- |
|                                                          |                                                          |                                                          |                                                          |                                                          |
| Управління                                               | Управління                                               |                                                          | 10%                                                      | 10%                                                      |
| Бізнес, фінанси та адміністрування                       | Бізнес, фінанси та адміністрування                       |                                                          | 10,8%                                                    | 10,8%                                                    |
| Природничі та прикладні науки                            | Природничі та прикладні науки                            |                                                          | 5,2%                                                     | 5,2%                                                     |
| Охорона здоров'я                                         | Охорона здоров'я                                         |                                                          | 3,8%                                                     | 3,8%                                                     |
| Освіта, правозахист, муніципальні та урядові служби      | Освіта, правозахист, муніципальні та урядові служби      |                                                          | 7,2%                                                     | 7,2%                                                     |
| Мистецтво, культура, відпочинок та спорт                 | Мистецтво, культура, відпочинок та спорт                 |                                                          | 1,5%                                                     | 1,5%                                                     |
| Роздрібна торгівля та послуги                            | Роздрібна торгівля та послуги                            |                                                          | 23,3%                                                    | 23,3%                                                    |
| Гуртова торгівля, транспорт та обладнання                | Гуртова торгівля, транспорт та обладнання                |                                                          | 23,3%                                                    | 23,3%                                                    |
| Природні ресурси, сільське господарство                  | Природні ресурси, сільське господарство                  |                                                          | 6,7%                                                     | 6,7%                                                     |
| Виробництво                                              | Виробництво                                              |                                                          | 7,9%                                                     | 7,9%                                                     |

## Клімат
Середня річна температура становить 2,3°C, середня максимальна – 20,9°C, а середня мінімальна – -20,7°C. Середня річна кількість опадів – 558 мм.
| Клімат поселення                              | Клімат поселення | Клімат поселення | Клімат поселення | Клімат поселення | Клімат поселення | Клімат поселення | Клімат поселення | Клімат поселення | Клімат поселення | Клімат поселення | Клімат поселення | Клімат поселення | Клімат поселення |
| Показник                                      | Січ.             | Лют.             | Бер.             | Квіт.            | Трав.            | Черв.            | Лип.             | Серп.            | Вер.             | Жовт.            | Лист.            | Груд.            |                  |
| Середній максимум, °C                         | −7,79            | −3,22            | 2,77             | 9,88             | 16,02            | 20,04            | 20,89            | 20,38            | 15,16            | 9,93             | 0,43             | −6,81            |                  |
| Середня температура, °C                       | −14,21           | −9,65            | −3,65            | 3,46             | 9,59             | 13,60            | 15,73            | 15,20            | 9,99             | 4,78             | −4,76            | −11,97           |                  |
| Середній мінімум, °C                          | −20,65           | −16,06           | −10,09           | −2,98            | 3,16             | 7,18             | 10,57            | 10,04            | 4,84             | −0,41            | −9,92            | −17,14           |                  |
| Норма опадів, мм                              | 28               | 19               | 22               | 26               | 58               | 98               | 105              | 81               | 50               | 25               | 23               | 23               |                  |
| Середньомісячна швидкість вітру, м/с          | 2.91             | 3.07             | 3.01             | 3.09             | 3.00             | 2.80             | 2.60             | 2.50             | 2.61             | 2.90             | 2.80             | 2.90             |                  |
| Середньомісячна сонячна радіація, кДж/м²·день | 3135             | 6559             | 11690            | 16852            | 20212            | 21672            | 21886            | 18246            | 12286            | 7069             | 3407             | 2287             |                  |
| --------------------------------------------- | ---------------- | ---------------- | ---------------- | ---------------- | ---------------- | ---------------- | ---------------- | ---------------- | ---------------- | ---------------- | ---------------- | ---------------- | ---------------- |
| Джерело:                                      |                  |                  |                  |                  |                  |                  |                  |                  |                  |                  |                  |                  |                  |

## Галерея

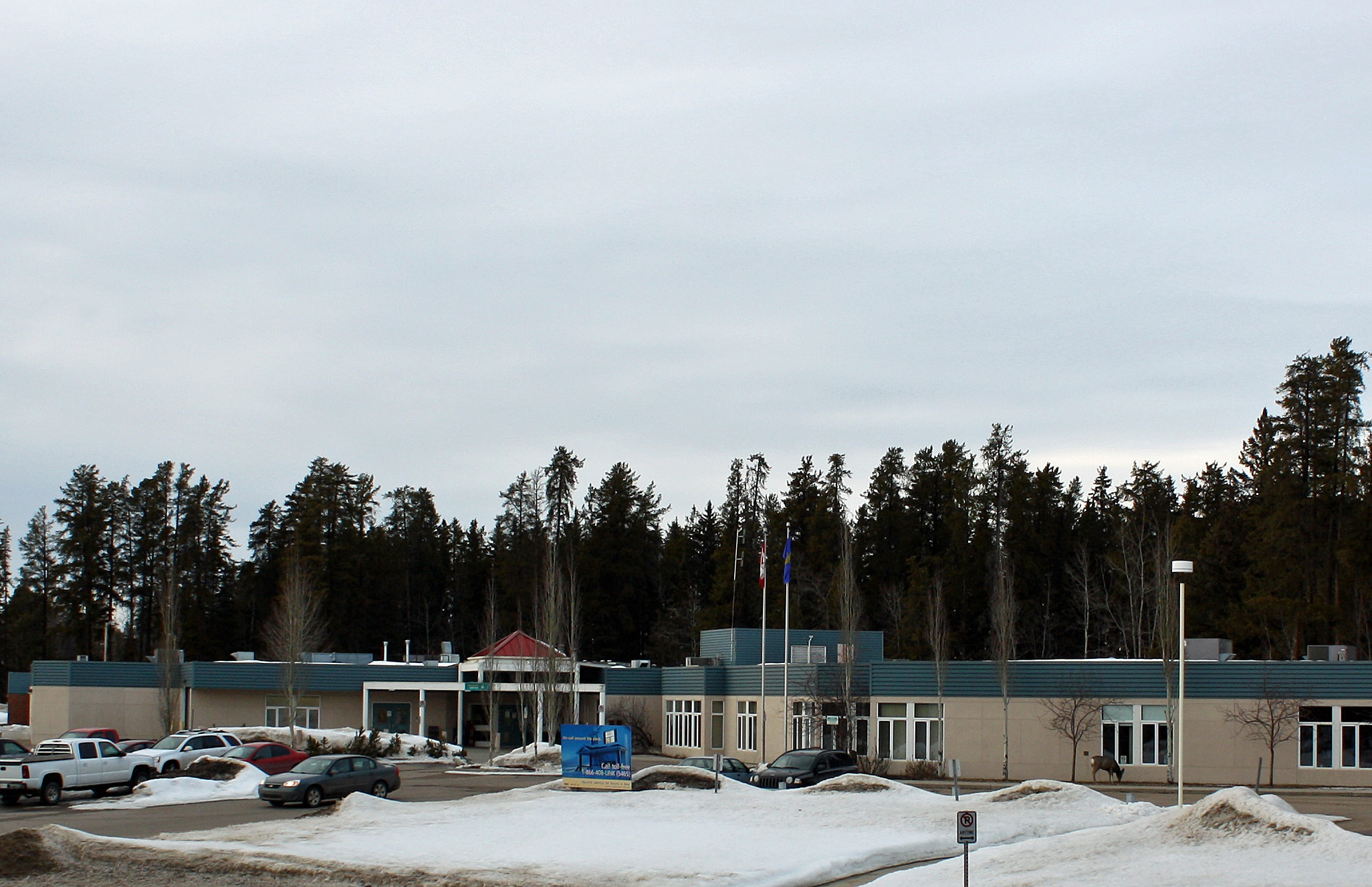
Центр охорони здоров’я
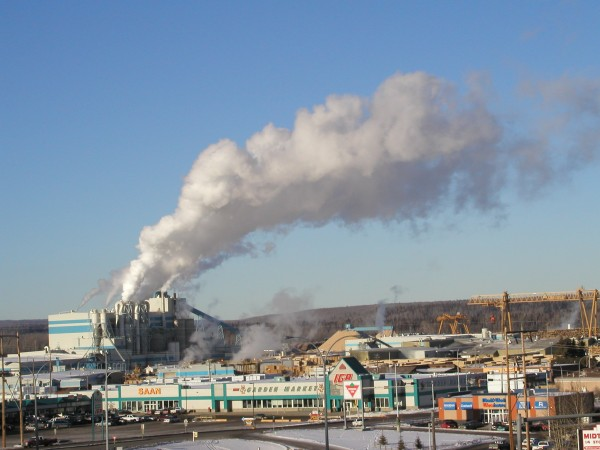
Лісопильний завод і целюлозний комбінат Міллара
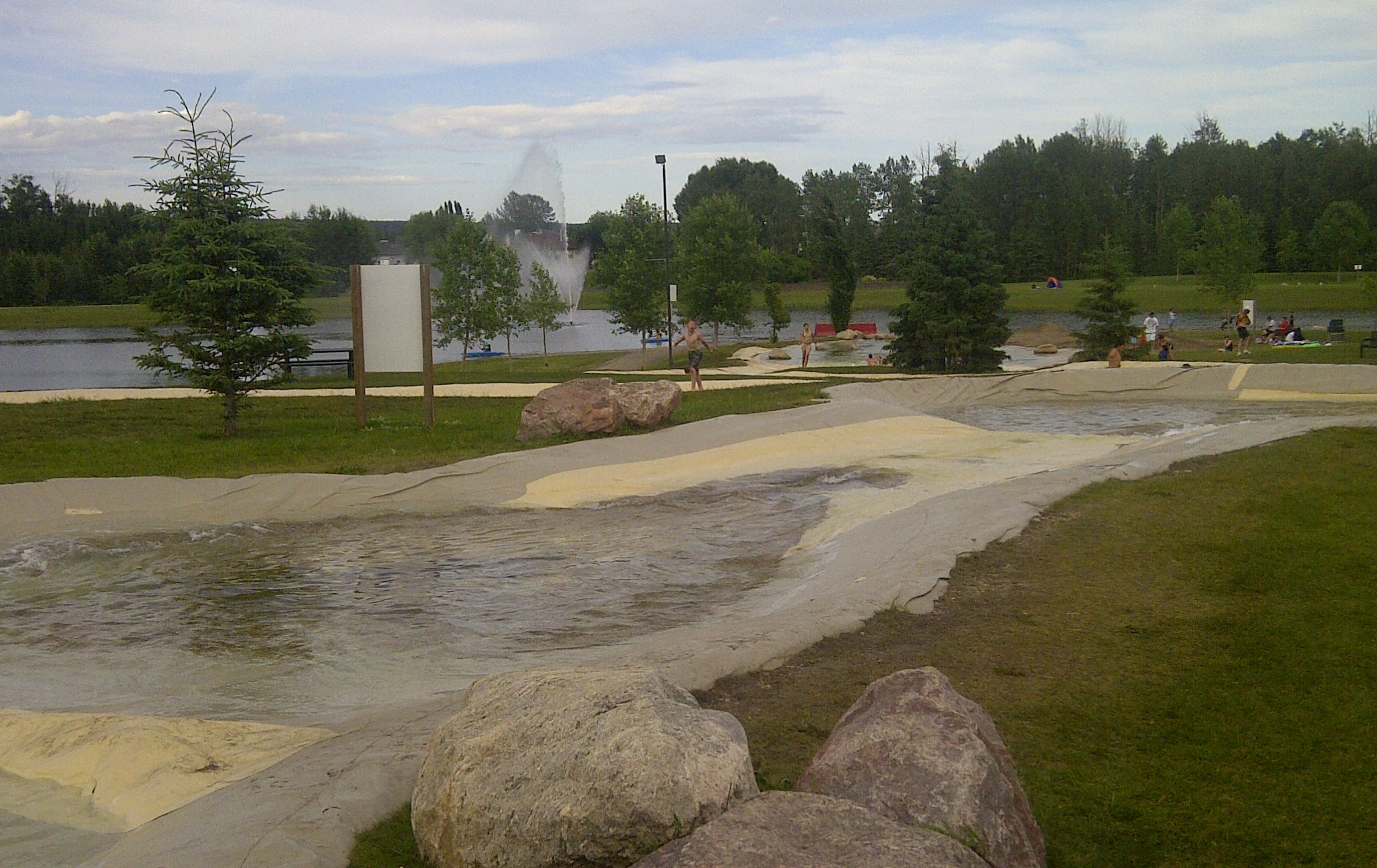
Ротарі-парк